# Ginny Gilder
Virginia Anne Marie „Ginny” Gilder (ur. 4 czerwca 1958 w Nowym Jorku) – amerykańska wioślarka, srebrna medalistka olimpijska i brązowa medalistka mistrzostw świata.

## Kariera
Wystąpiła na igrzyskach olimpijskich w Los Angeles w 1984, gdzie osada USA w składzie: Lisa Rohde, Anne Marden, Joan Lind, Ginny Gilder i Kelly Rickon zdobyła srebrny medal, plasując się o 1,46 sekundy za osadą Rumunii i o 0,45 sekundy przed osadą Danii. Był to jej jedyny start olimpijski.
W jedynkach zdobyła także brąz na mistrzostwach świata w Duisburgu (1983), gdzie wyprzedziły ją tylko Jutta Hampe z NRD i Irina Fietisowa z ZSRR. 
Kształciła się na Uniwersytecie Yale. Po zakończeniu nauki została działaczką sportową, wspierając amerykańskich wioślarzy poprzez zbieranie i przekazywanie środków na wyjazdy i treningi. Jest także działaczką społeczną. W 2008, wspólnie z trzema innymi inwestorkami kupiła występujący w WNBA klub Seattle Storm. Od tego czasu drużyna trzykrotnie zdobywała mistrzostwo: w latach 2010, 2018 i 2020.